# America's Sweetheart
Први соло албум певачице Кортни Лав издат 2004. године

## Lista pesama
1. "Mono" (Love, Perry, P. Schemel, L. Schemel) 3:39
2. "But Julian, I'm a Little Bit Older Than You" (Love, P. Schemel, L. Schemel) 2:48
3. "Hold on to Me" (Love) 3:45
4. "Sunset Strip" (Love, Perry, P. Schemel, Best) 5:32
5. "All the Drugs" (Love, P. Schemel, Best, C. Whitemyer) 4:31
6. "Almost Golden" (Love, Barber) 3:25
7. "I'll Do Anything" (Love, Perry, P. Schemel, Best) 3:01
8. "Uncool" (Love, Perry, P. Schemel, Best, Taupin) 4:37
9. "Life Despite God" (Love, Perry, P. Schemel, Best) 4:16
10. "Hello" (Love, Perry, P. Schemel, Best) 3:10
11. "Zeplin Song" (Love, Perry, Maloney) 2:48
12. "Never Gonna Be the Same" (Love, Perry, P. Schemel, Best) 5:07

© 2004 Virgin Records America, Inc.

## Singlovi
Mono (single)
- February 16 2004

Hold on to Me
- March 30 2004